# Fred Coleman
Fredrick Dewayne Coleman (n. Tyler, Texas, 31 de enero de 1975) es un exjugador estadounidense de fútbol americano que ocupaba la posición de wide receiver en la Liga Nacional de Fútbol (del inglés: National Football League), Arena Football League y la XFL. Además, jugó fútbol americano universitario en la Universidad de Washington, siendo reclutado por los Buffalo Bills en el Draft de la NFL de 1998.